# Tòa Sứ thần Tòa Thánh tại Cuba
Tòa Sứ thần Tòa Thánh tại Cuba hay còn gọi là Tòa Sứ thần Vatican tại Cuba, là cơ quan đại diện ngoại giao của Tòa Thánh tại Cuba. Cơ quan này tọa lạc tại thủ đô La Habana. Sứ thần Tòa Thánh hiện tại là Tổng giám mục Giampiero Gloder vừa được Giáo hoàng Phanxicô bổ nhiệm vào ngày 11 tháng 10 năm 2019.
Sứ thần Tòa Thánh tại Cộng hòa Cuba là một cơ quan tôn giáo của Giáo hội Công giáo tại Cuba mang cấp bậc đại sứ quán. Sứ thần vừa là đại sứ của Tòa Thánh tại chỗ Chủ tịch nước Cuba, vừa là đại diện và là điểm liên lạc giữa hàng giáo phẩm Công giáo tại Cuba và Giáo hoàng.

## Đại diện của Giáo hoàng tại Cuba từ năm 1898
Khâm sứ Tòa Thánh
- Placide Louis Chapelle (16 tháng 9 năm 1898 – 9 tháng 8 năm 1905)
- Giuseppe Aversa (24 tháng 5 năm 1906 – 21 tháng 10 năm 1909)
- Adolfo Alejandro Nouel y Bobadilla (3 tháng 11 năm 1913 – 1915?)
- Tito Trocchi (14 tháng 11 năm 1915[1]  – 25 tháng 5 năm 1921)
- Pietro Benedetti (22 tháng 7 năm 1921[2] – 1926)

Sứ thần Tòa Thánh
- George Joseph Caruana (15 tháng 9 năm 1935 – 26 tháng 4 năm 1947)
- Antonio Taffi (14 tháng 4 năm 1947 – 9 tháng 1 năm 1950)
- Giuseppe Burzio (19 tháng 12 năm 1950[3] – 7 tháng 1 năm 1955)
- Luigi Centoz (29 tháng 11 năm 1954[4] – 5 tháng 7 năm 1962)[5]
- Cesare Zacchi (24 tháng 5 năm 1974[6] – 1 tháng 6 năm 1975)[7]
  - Zacchi lãnh đạo tòa sứ thần tại Cuba trên cương vị là đại biện lâm thời từ ngày 5 tháng 7 năm 1962

Phó Sứ thần Tòa Thánh
- Mario Tagliaferri (25 tháng 6 năm 1975[8] – 15 tháng 12 năm 1978)[9]
- Giuseppe Laigueglia (20 tháng 1 năm 1979[10] – 31 tháng 7 năm 1980)
- Giulio Einaudi (5 tháng 8 năm 1980[11] – 23 tháng 9 năm 1988)
- Faustino Sainz Muñoz (29 tháng 10 năm 1988[12] – 7 tháng 10 năm 1992)

Sứ thần Tòa Thánh
- Beniamino Stella (15 tháng 12 năm 1992[13] – 11 tháng 2 năm 1999)[14]
- Luis Robles Díaz (6 tháng 3 năm 1999[15] – 4 tháng 10 năm 2003)[16]
- Luigi Bonazzi (30 tháng 3 năm 2004[17] – 14 tháng 3 năm 2009)[18]
- Giovanni Angelo Becciu (23 tháng 7 năm 2009 – 10 tháng 5 năm 2011)[19]
- Bruno Musarò (6 tháng 8 năm 2011 – 5 tháng 2 năm 2015)[20]
- Giorgio Lingua (17 tháng 3 năm 2015 – 11 tháng 10 năm 2019)[21]
- Giampiero Gloder (11 tháng 10 năm 2019[22] – 23 tháng 2 năm 2023)[23]
- Antoine Camilleri (20 tháng 5 năm 2024[24]